# Скромний Василь Михайлович
Василь Михайлович Скромний (нар. 26 серпня 1964, Одеса, УРСР, СРСР) — радянський актор, що зіграв Макара Гусєва у фільмі «Пригоди Електроніка».

## Життєпис
П'ятнадцятирічний Одеський хлопець, якого на роль Макара Гусєва абсолютно випадково знайшло в одній із місцевих шкіл. Закінчив театральну школу при Одеській кіностудії і потім знявся в декількох фільмах. Однак, маючи більше перспектив в кінематографі, Василь вирішив освоїти іншу професію і, закінчивши мореходне училище, став моряком.
|               | Я вирішив отримати серйозну професію й пов'язати подальше життя з флотом. В навчанні мені найбільше подобалося під час навігації виходити в море на великих кораблях. А у фільмі "Пригоди Електроніка" я не грав, а просто жив, як обезбашенний веснянкуватий хлопчисько. |
| — В. Скромний | |

## Фільмографія
- 1979. «Пригоди Електроніка» — Макар Гусєв
- 1980. «Школа»
- 1981. «Я — Хортиця»
- 1981. «Третій вимір»
- 1982. «Взяти живим»